# Limopsis jousseaumi
Limopsis jousseaumi is een tweekleppigensoort uit de familie van de Limopsidae. De wetenschappelijke naam van de soort is voor het eerst geldig gepubliceerd in 1889 door Mabille & Rochebrune.